# مرصد قمة كت الوطني
مرصد قمة كت الوطني هو مرصد فلكي أمريكي يقع على ارتفاع 2,096م فوق قمة كت في «جبال كوِنلان» الواقعة في صحراء سونورا - أريزونا، وهو يقع أيضاً على بُعد 85 كيلومتراً من توسن، أريزونا باتجاه الجنوب الشرقي. ويُعتبر المرصد جزءاً من «مرصد الفلك البصري الوطني»، بالرغم من أن بعض مقارب مرصد قمة كت تنتمي إلى مجموعات أخرى - غير مرصد الفلك البصري - مثل مرصد ستيوارد في جامعة أريزونا. وبما أنه يوجد في مرصد قمة كت 26 مقراباً مستقلاً فإنه أكبر مراصد العالم على الإطلاق وأكثرها تنوعاً بالمعدّات الفلكية التي فيه.

## معلومات عامة
تم اختيار قمة كت كموقع للمرصد في عام 1958 من قبل «مؤسسة العلم الوطنية»، وقد أداره «اتحاد الجامعات للبحث في علم الفلك»، وقد تم عقد استئجار دائم دائم للأرض مع ماليكيها وهم عشيرة «توهنو أوداهام» من الأمريكيين الأصليين. في عام 1982 قام «مرصد الفلك البصري الوطني» بدمج إدارة ثلاث مراصد بصرية مع مرصد كت، وهي: «المرصد الشمسي الوطني» (في قمة كت) و«مرصد كاثيي» (في مدينة المكسيك الجديدة) و«مرصد كرو تولولو» (في تشيلي).

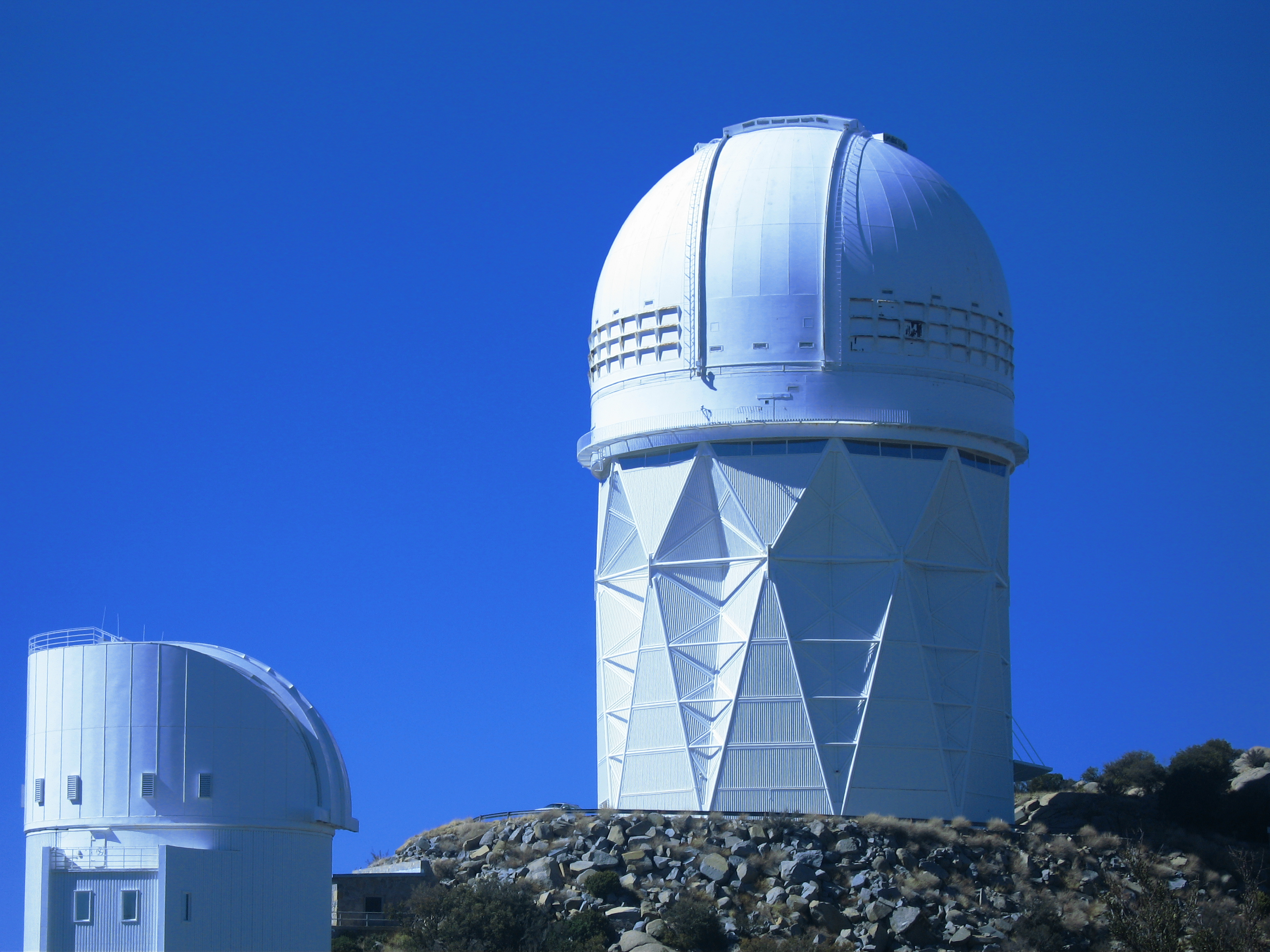
اثنان من مقارب قمة كت (ويظهر عل اليمين مقراب مايل الضخم.

تم الاتفاق على تأجير الأرض مقابل ربع دولار لكل «آكر» (وحدة تعادل 43,560 قدماً مربعاً) سنوياً، وكان ذلك في خمسينيات القرن العشرين. وفي عام 2005، قدمت عشيرة توهنو أوداهام شكوى ضد مؤسسة العلم الوطنية بدعوى التوقف عن إنشاء كاشفات أشعة غاما في حدائقهم المقدسة، والتي يعتقدون أنه تسكنها الروح المسمّاة «لِتوي».
الأداة الرئيسية في مرصد قمة كت هي «مقراب مايال» ذو الأربعة أمتار، إضافة إلى مقارب عاكسة أخرى بأقطار 3.5 و2.1 و1,3 و0.9 و0.3 متر. ويوجد في المرصد أيضاً «مقراب مَك-ماث بييرس الشمسي»، وهو أضخم مقراب شمسي في العالم وأضخم مقراب عاكس غير حاجب (أي أنه لا يملك مرآة ثانية في طريق الضوء القادم من عدسة المقدمة)، وذلك بقطر 1.6م. وإضافة إلى ذلك يوجد مقراب راديوي بقطر 12 متراً.
ويشتهر مرصد قمة كت بأنه يقع ضمنه أول مقراب استخدم في البحث عن كويكبات قريبة من الأرض وحساب احتمالية اصطدام أحدها بالأرض، وهو مقراب عاكس قديم يبلغ قطره 0.9م تقريباً.
يملك مرصد قمة كت مجموعة من البرامج التي تهدف إلى استفادة العامة من جزء منه:
- هناك يومياً جولات في المرصد يُرافق فيها العامة دليل يُحدثهم عن تاريخ المرصد ويريهم المقارب الضخمة.
- كل ليلة يُنظّم «مركز قمة كت للزوار» برنامج رصد ليلي، والذي يسمح للزوار بالقدوم مساءً لمشاهدة غروب الشمس ولاستخدام المناظير والمقارب لمشاهدة الأجرام السماوية.[4]
- وإضافة إلى ذلك، هناك برنامج رصد متقدّم لهواة الفلك المتمرّسين. وهذا البرنامج يسمح لهم واحداً واحداً باستخدام مقارب مركز الزوّار لليلة كاملة. ويُمكن للضيوف ضمن هذا أخذ الصور أو استخدام أجهزة السي سي دي أو ببساطة النظر إلى الأجرام السماوية بالمقارب.[5]

## اقرأ أيضا
- مرصد بارانال VLT
- مرصد لاسيلا
- مرصد كرو تولولو
- التلسكوب العظيم